# Blaine, Wisconsin
Blaine là một thị trấn thuộc quận Burnett, tiểu bang Wisconsin, Hoa Kỳ. Năm 2010, dân số của thị trấn này là 189 người.